# 27336 Mikequinn
27336 Mikequinn è un asteroide della fascia principale. Scoperto nel 2000, presenta un'orbita caratterizzata da un semiasse maggiore pari a 2,2603356 UA e da un'eccentricità di 0,0638496, inclinata di 5,06945° rispetto all'eclittica.